# Baker (cratère)
Pour les articles homonymes, voir Baker.
Baker est le nom d'un cratère d'impact présent sur la surface de Vénus.
Le cratère a ainsi été nommé par l'Union astronomique internationale en 1994 en hommage à la chanteuse, danseuse et meneuse de revue française d'origine américaine Joséphine Baker.
Son diamètre est de 109 km. Il se situe dans la région du quadrangle de Fortuna Tessera (quadrangle V-2).